# رمان نخست

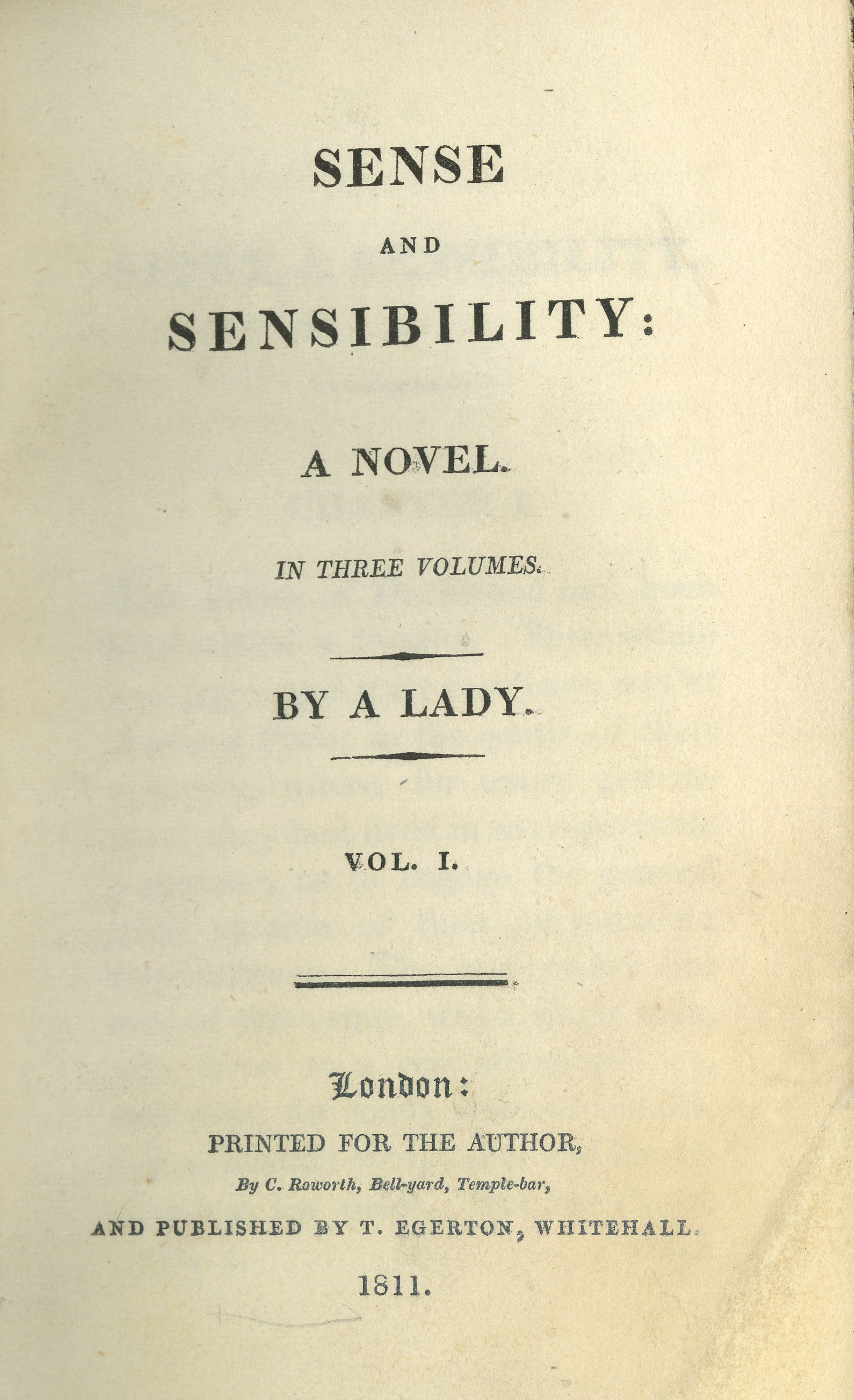
صفحه عنوان رمان عقل و احساس، رمان نخست جین آستن منتشرشده در ۱۸۱۱.

رمان نخست (انگلیسی: Debut novel) نخستین رمان منتشرشده یک نویسنده است. رمان نخست اغلب، نخستین شانس نویسنده برای تأثیرگذاری بر ناشران و صنعت نشر به‌حساب می‌آید و بنابراین، موفقیت یا شکست آن می‌تواند بر توانایی انتشار آثار بعدی نویسنده، تأثیر بگذارد. رمان‌اولی‌هایی که سابقه منتشر کردن اثری در کارنامه‌شان نیست، مانند انتشار در حوزه آثار غیرداستانی، روزنامه‌ها یا مجلات ادبی، عموماً برای یافتن ناشر، دچار مشکل می‌شوند.
گاهی، این افراد، نخستین اثرشان را خودشان منتشر می‌کنند چراکه بنگاه‌های انتشاراتی، سرمایه‌شان را برای انتشار اثری از نویسنده‌ای ناشناخته، به‌خطر نمی‌اندازند. بیشتر ناشران، خرید حقوق چاپ رمان‌ها، به‌ویژه رمان‌های نخست را از طریق عوامل ادبی خویش انجام می‌دهند که پیش از تحویل آثار به ناشر، آن‌ها را بازبینی و غربال می‌کنند. این موانع بر سر چاپ آثار اول، هم محدودیت منابع ناشران برای چاپ آثار ناشناخته را نشان می‌دهد و هم، باعث می‌شود خوانندگان، اقبال بیشتری به خرید و مطالعه آثار نویسندگان مشهور نشان دهند تا کسانی که نخستین اثرشان را منتشر کرده‌اند. به همین دلیل، جوامع ادبی، جایزه‌های ادبی را برپا می‌کنند تا رمان‌های نخست با کیفیت و استثنایی را معرفی کنند.